# Gogana
Gogana là một chi bướm đêm thuộc họ Drepanidae. Có khoảng 15 loài đã được miêu tả. Tất cả chúng được tìm thấy ở Borneo, tuy nhiên dải phân bố của chúng có thể bao gồm Sumatra và bán đảo Mã Lai. Ấu trùng ăn palms.

## Các loài
- G. abnormalis (có ở peninsular Malaysia và Sumatra)

Thức ăn include Calamus manan
- G. bornormalis
- G. carnosa[cần kiểm chứng]
- G. cottrillii (có ở peninsular Malaysia)
- G. conwayi[cần kiểm chứng]
- G. fragilis
- G. integra (có ở peninsular Malaysia)
- G. kerara (có ở peninsular Malaysia)

Thức ăn include Daemonorops grandis, Orania macrocladus
- G. ossicolor
- G. semibrevis

Thức ăn include Calamus nanus
- G. specularis (có ở peninsular Malaysia)
- G. streptoperoides
- G. tenera (có ở peninsular Malaysia)
- G. turbinifera